# Misil balístico de corto alcance

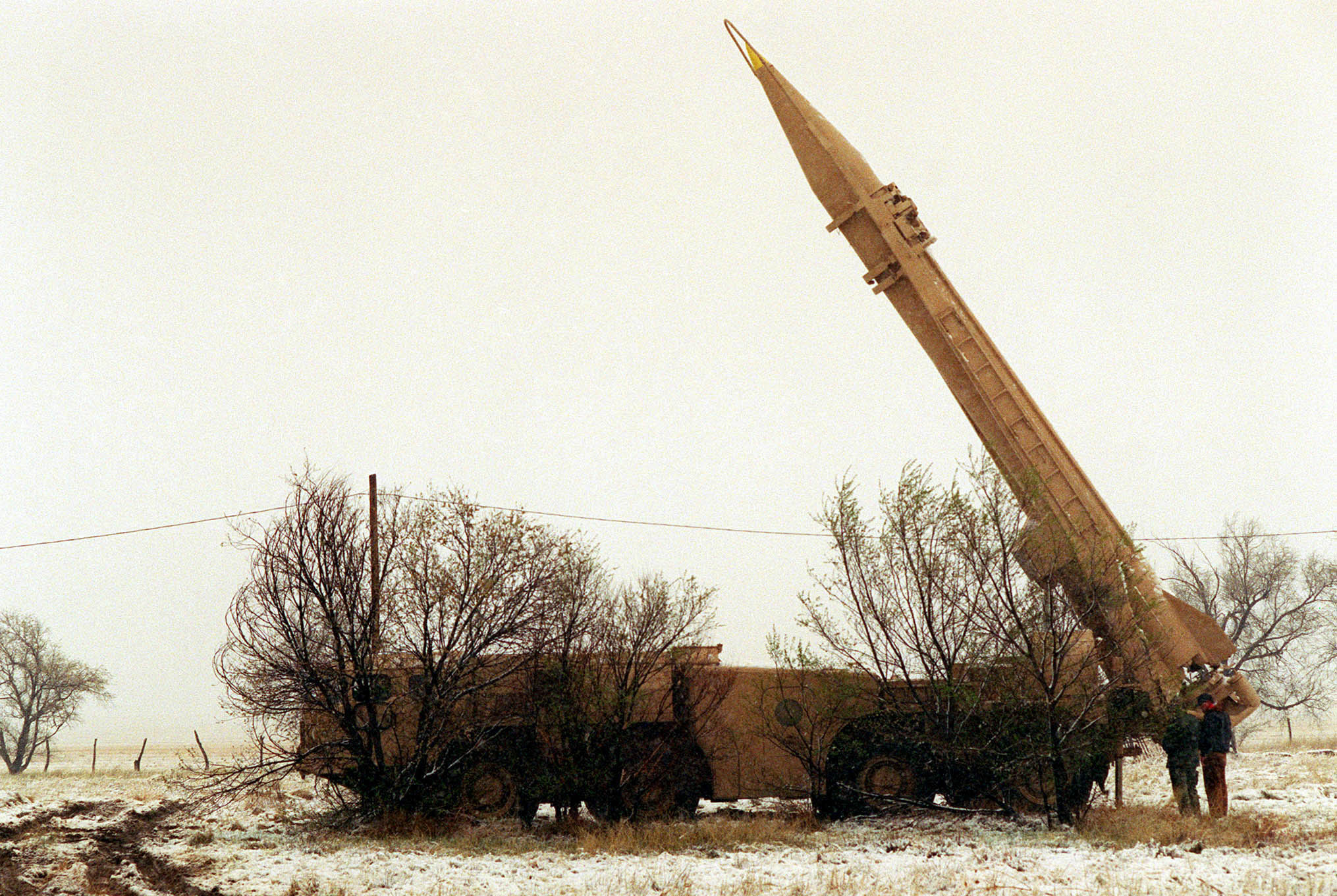
Plataforma de lanzamiento móvil para el R-11.

Un misil balístico de corto alcance o SRBM (siglas del inglés Short-Range Ballistic Missile) es un misil balístico con un alcance de entre 500 y 1.000 km, aunque desde 1996 se ha convertido en habitual definir a los SRBM como misiles con un alcance de entre 150 y 800 km.

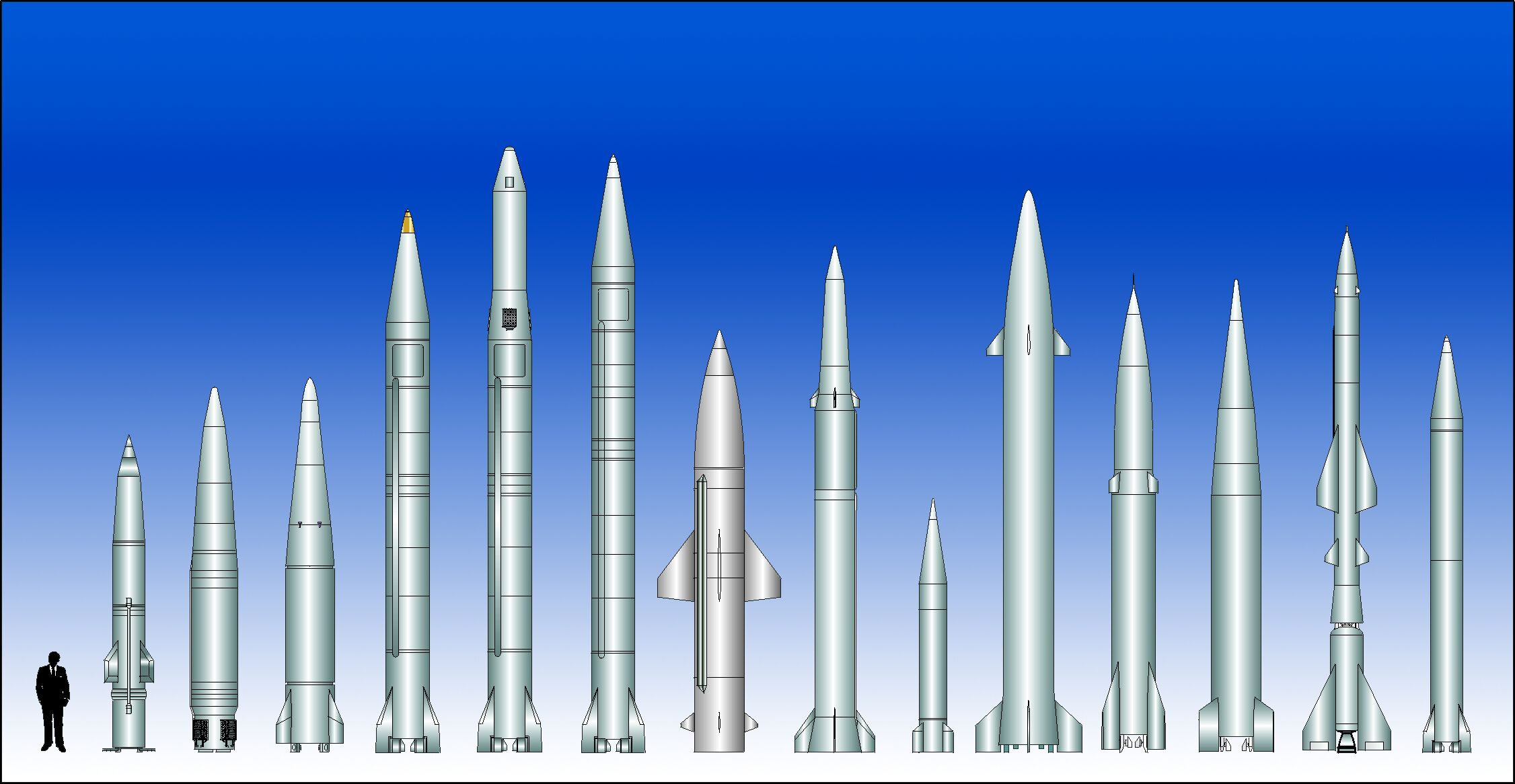
Comparación de SRBM de diferentes países. De izquierda a derecha:
SS-21 (Unión Soviética) • SS-23 (Unión Soviética) • SS-26 Iskander-E (Unión Soviética) • SS-1c Mod1 (Unión Soviética) • SS-1c Mod2 (Unión Soviética) • Al Hussein (Irak) • Prithvi (India) • Vector (?) • Hatf-1 (Pakistán) • Shaheen (Pakistán) • CSS-7 (China) • CSS-6 (China) • CSS-8 (China) • Al Samoud (Irak)

Usualmente estos misiles son capaces de transportar cabezas nucleares. Además podrían ser usados en potenciales conflictos regionales debido a las cortas distancias entre algunos países y su relativo bajo costo y facilidad de configuración. En la terminología moderna, los SRBM son parte de un grupo más amplio de los llamados misiles balísticos de teatro, categoría que incluye a cualquier misil balístico con un alcance entre 300 y 3.500 km.

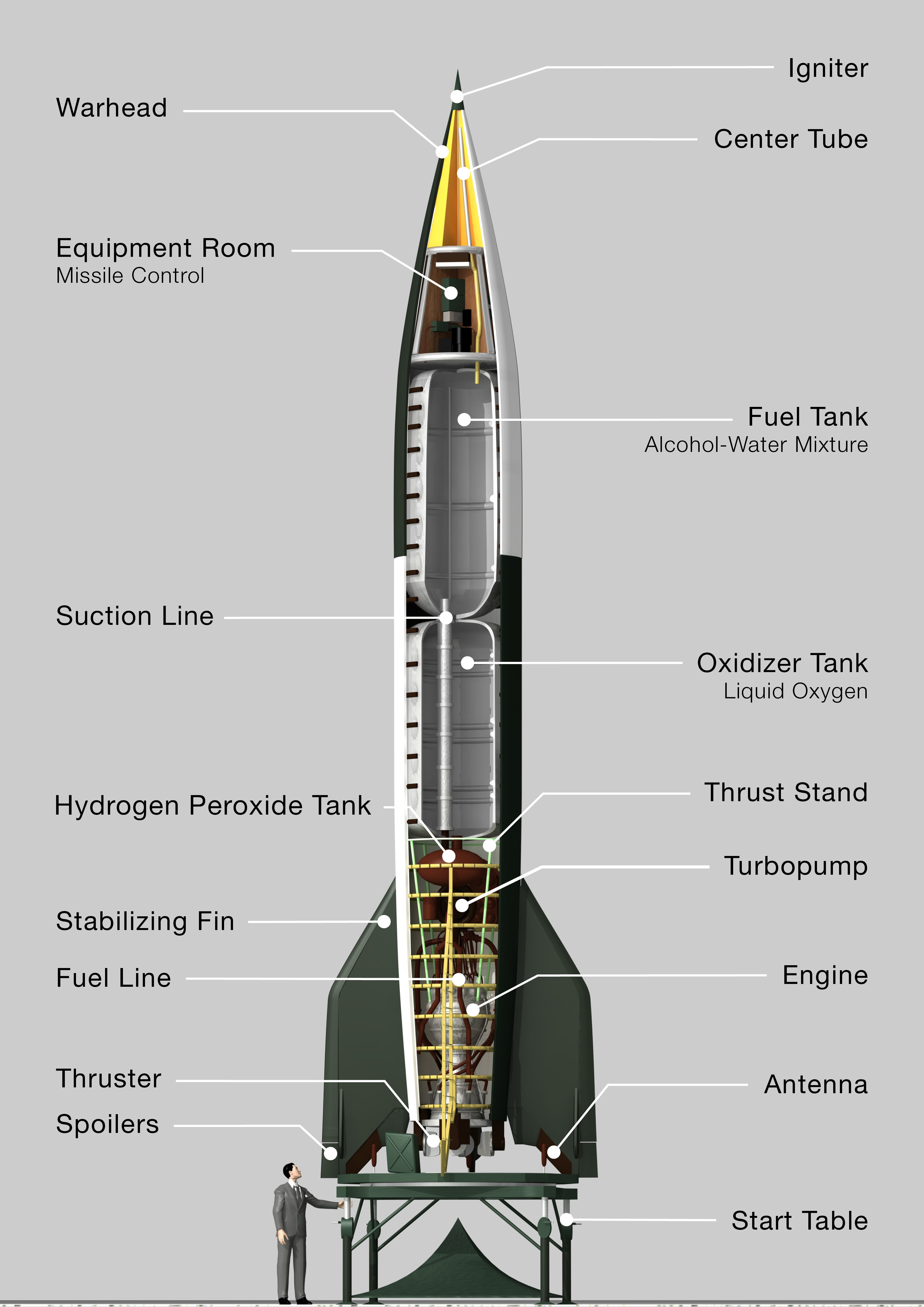
Vista en sección del Cohete V-2

## Ejemplos
| País            | Denominación             | Año             | Alcance                     |
| --------------- | ------------------------ | --------------- | --------------------------- |
| China           | B-611                    | 2004            | 150-280 km (93,2-174 mi)    |
| China           | BP-12A                   | 2010            | 300 km (186,4 mi)           |
| China           | DF-11                    | 1992            | 350 km (217,5 mi)           |
| China           | DF-12/M20                | 2013            | 280-400 km (174-248,5 mi)   |
| China           | DF-15                    | 1990            | 600 km (372,8 mi)           |
| Francia         | Hadès                    | 1991            | 480 km (298,3 mi)           |
| Francia         | Pluton                   | 1974            | 480 km (298,3 mi)           |
| Francia         | SE4200                   | 1950            | 100 km (62,1 mi)            |
| India           | Agni-I                   | 2004            | 700-900 km (435-559,2 mi)   |
| India           | K-15                     | 2018            | 750 km (466 mi)             |
| India           | Prahaar                  | 2011y           | 150 km (93,2 mi)            |
| India           | Pragati                  | 2013            | 170 km (105,6 mi)           |
| India           | Pralay                   | 2021            | 150-500 km (93,2-310,7 mi)  |
| India           | Pranash                  | 2021            | 200 km (124,3 mi)           |
| India           | Prithvi I                | 1994            | 150 km (93,2 mi)            |
| India           | Prithvi II               | 2004            | 230-350 km (142,9-217,5 mi) |
| India           | Prithvi III              | 2004            | 350-750 km (217,5-466 mi)   |
| India           | Shaurya                  | 2011            | 700-1900 km (435-1180,6 mi) |
| Irán            | Fateh-110                | 2002            | 300 km (186,4 mi)           |
| Irán            | Fateh-313                | 2015            | 500 km (310,7 mi)           |
| Irán            | Fateh Mobin              | 2018            | 300 km (186,4 mi)           |
| Irán            | Naze'at                  | 1982            | 100–130 km (62–81 mi)       |
| Irán            | Qiam 1                   | 2010            | 800 km (497,1 mi)           |
| Irán            | Ra'ad-500                | 2020            | 500 km (310,7 mi)           |
| Irán            | Samen                    | 2008            | 750–800 km (470–500 mi)     |
| Irán            | Shahab-1                 | 1985            | 350 km (217,5 mi)           |
| Irán            | Shahab-2                 | 1990            | 750 km (470 mi)             |
| Irán            | Tondar-69                | 1992            | 150 km (93,2 mi)            |
| Irán            | Zelzal-1                 | 1990            | 150 km (93,2 mi)            |
| Irán            | Zelzal-2                 | 1998            | 210 km (130,5 mi)           |
| Irán            | Zelzal-3                 | 2007            | 200–250 km (120–160 mi)     |
| Irán            | Zolfaghar/Zulfiqar       | 2016            | 700 km (435 mi)             |
| Irak            | Al Abbas                 | nunca operativo | 800-950 km (497,1-590,3 mi) |
| Irak            | Al Fat'h                 | 1991            | 160 km (99,4 mi)            |
| Irak            | Al Hussein               | 1987            | 600-650 km (372,8-403,9 mi) |
| Irak            | Al Hijarah               | 1990            | 700-900 km (435-559,2 mi)   |
| Irak            | Al-Samoud 2              | 2003            | 180 km (111,8 mi)           |
| Israel          | Jericho I                | 1971            | 500 km (310,7 mi)           |
| Israel          | LORA                     | 2018            | 300 km (186,4 mi)           |
| Israel          | Predator Hawk            | 2016            | 300 km (186,4 mi)           |
| Alemania nazi   | Rheinbote                | 1943            | 160 km (99,4 mi)            |
| Alemania nazi   | Cohete V-2               | 1944            | 320 km (198,8 mi)           |
| Corea del Norte | Hwasong-5                | 1985            | 320 km (198,8 mi)           |
| Corea del Norte | Hwasong-6                | 1990            | 500 km (310,7 mi)           |
| Corea del Norte | Hwasong-7                | 1988            | 700-995 km (435-618,3 mi)   |
| Corea del Norte | Hwasong-11               | 2008            | 120-220 km (74,6-136,7 mi)  |
| Corea del Norte | KN-23                    | 2018            | 700 km (435 mi)             |
| Pakistán        | Abdali-I                 | 2002            | 200 km (124,3 mi)           |
| Pakistán        | Ghaznavi                 | 2004            | 290-320 km (180,2-198,8 mi) |
| Pakistán        | Hatf-I                   | 1989            | 70 km (43,5 mi)             |
| Pakistán        | Hatf-IA                  | 1995            | 100 km (62,1 mi)            |
| Pakistán        | Hatf-IB                  | 2001            | 100 km (62,1 mi)            |
| Pakistán        | Nasr                     | 2011            | 90 km (55,9 mi)             |
| Pakistán        | Shaheen-1                | 1999            | 70-90 km (43,5-55,9 mi)     |
| Pakistán        | Shaheen-1 A              | 2012            | 1 km (0,6 mi)               |
| Serbia          | Šumadija                 | 2017            | 75-285 km (46,6-177,1 mi)   |
| Corea del Sur   | Hyunmoo-1                | 1986            | 180–250 km (110–160 mi)     |
| Corea del Sur   | Hyunmoo-2                | 2008            | 300–800 km (190–500 mi)     |
| Corea del Sur   | Hyunmoo-4                | 2020            | 800 km (497,1 mi)           |
| Corea del Sur   | KTSSM                    | 2017            | 120 km (74,6 mi)            |
| / URSS/Rusia    | 9K720 Iskander           | 2006            | 400-500 km (248,5-310,7 mi) |
| / URSS/Rusia    | OTR-21 Tochka-U          | 1989            | 70-185 km (43,5-115 mi) /   |
| / URSS/Rusia    | OTR-23 Oka               | 1979            | 500 km (310,7 mi)           |
| / URSS/Rusia    | R-1                      | 1950            | 270 km (167,8 mi)           |
| / URSS/Rusia    | R-2                      | 1951            | 600-1,2 km (372,8-0,7 mi)   |
| / URSS/Rusia    | Scud                     | 1957            | 180–700 km (110–430 mi)     |
| / URSS/Rusia    | TR-1 Temp                | 1969            | 900 km (559,2 mi)           |
| Taiwan          | Sky Spear                | 2001            | 300 km (186,4 mi)           |
| Taiwan          | Sky Horse                | cancelado       | 600-950 km (372,8-590,3 mi) |
| Turquía         | BORA I                   | 2018            | 280 km (174 mi)             |
| Turquía         | BORA II                  | en desarrollo   | 360 km (223,7 mi)           |
| Turquía         | Tayfun I                 | 2022            | 560 km (348 mi)             |
| Turquía         | J-600T Yıldırım I        | 2001            | 150 km (93,2 mi)            |
| Turquía         | J-600T Yıldırım II       | ?               | 300 km (186,4 mi)           |
| Turquía         | J-600T Yıldırım III      | ?               | 900 km (559,2 mi)           |
| Ukraine         | Hrim-2                   | 2018            | 500 km (310,7 mi)           |
| Estados Unidos  | MGM-5 Corporal           | 1954            | 48-130 km (29,8-80,8 mi)    |
| Estados Unidos  | PGM-11 Redstone          | 1958            | 92–323 km (57–201 mi)       |
| Estados Unidos  | MGM-18 Lacrosse          | 1959            | 19 km (11,8 mi)             |
| Estados Unidos  | MGM-29 Sergeant          | 1962            | 139 km (86,4 mi)            |
| Estados Unidos  | MGM-31 Pershing          | 1963            | 740 km (459,8 mi)           |
| Estados Unidos  | MGM-52 Lance             | 1972            | 70–120 km (43–75 mi)        |
| Estados Unidos  | MGM-140 ATACMS           | 1991            | 128–300 km (80–186 mi)      |
| Estados Unidos  | Precision Strike Missile | en desarrollo   | sobre 499 km (310,1 mi)     |
| Yemen           | Burkan-1                 | 2016            | 800 km (497,1 mi)           |
| Yemen           | Burkan-2                 | 2017            | ≥1000 km (621,4 mi)         |
| Yemen           | Qaher-1                  | 2015            | 250 km (155,3 mi)           |
| Yemen           | Qaher-M2                 | 2017            | 400 km (248,5 mi)           |